# Ємець Іван Григорович
Іва́н Григо́рович Є́мець (нар. 7 січня 1935) — заслужений юрист України (1994), голова Центральної виборчої комісії у 1993–1997 роках.

## Біографія
Народився 7 січня 1935 року в селі Корогод Чорнобильського району Київської області.
Закінчив Київський університет імені Тараса Шевченка, юридичний факультет (1955–1960).
У 1960–1962 роках — слідчий прокуратури Залізничного району м. Києва.
У 1962–1963 роках — старший слідчий прокуратури м. Києва.
У 1963–1969 роках — прокурор Залізничного району м. Києва.
У 1969–1971 роках — інструктор відділу адміністративних органів Київського МК КПУ.
З 02.1971 — начальник відділу з правової роботи у народному господарстві, з 1978 — начальник управління господарського законодавства, з 08.1990 — 1-й заступник міністра юстиції УРСР.
З 06.1991 — заступник Державного секретаря КМ України, 05.1992-09.1993 — заступник Міністра КМ України.
З листопада 1993 по листопад 1997 року — голова Центральної виборчої комісії з виборів народних депутатів і Президента України.
У 1997–1999 роках — радник прем'єр-міністра України.
Член Міжнародного комерційного арбітражного суду при Торгово-промисловій палаті України (з 1992). Член редколеґії журналу «Право України» (1991–1994).
Обирався депутатом Залізничної райради м. Києва (1964–1973) та Київської міськради (1971–1973).

## Нагороди та почесні звання
- Орден «За заслуги» ІІІ ступеня (1997).
- Заслужений юрист України (12.1994).
- Медаль «За доблесну працю» (1970)
- Медаль «В пам'ять 1500-річчя Києва» (1982)
- Медаль «Ветеран праці» (1994).
- Почесна грамота КМ України (12.1999).
- Почесна Грамота Президії ВР УРСР (1985).
- Орден князя Володимира (1999, УПЦ).
- Державний службовець 1-го рангу (05.1994).

## Наукова діяльність
Автор (співавтор) понад 80 друкованих праць, співавтор «Юридичного словника» (1969). Співавтор «Автоматизованої системи „Вибори“» (1997).

## Родина
Дружина — Світлана Ростиславівна (1939), заслужений лікар України. Син Ігор (1963), юрист. Дочка Наталія (1972), юрист.